# Koitto

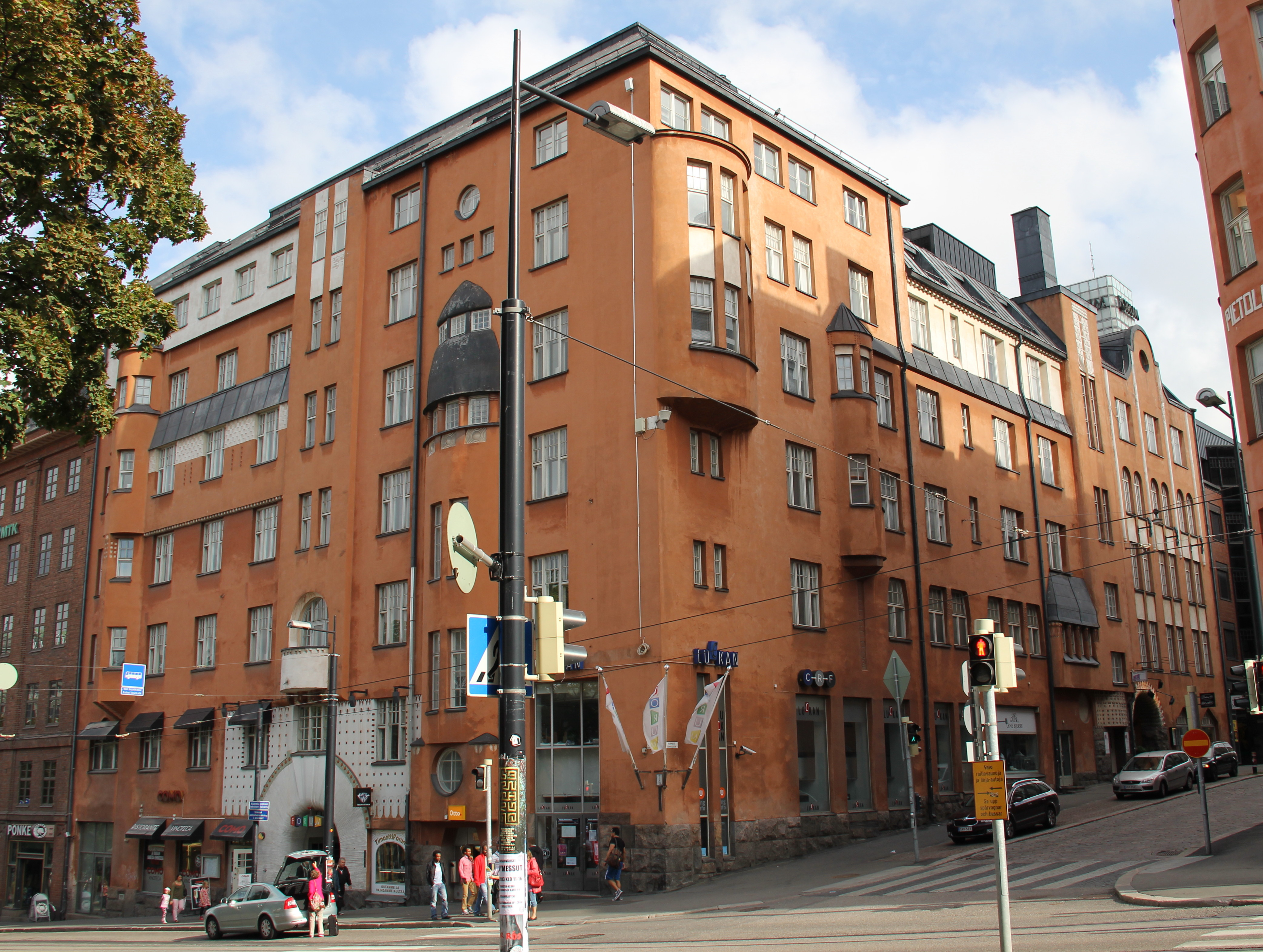
Koitto.

Koitto är en fastighet vid Simonsgatan i centrala Helsingfors, uppförd 1905 av nykterhetsföreningen med samma namn efter ritningar av arkitekterna Usko Nyström och Vilho Penttilä. 
Efter att Koiton näyttämö nedlagts var den tidigare teatersalongen danslokal i drygt 30 års tid. Koitto övertogs efter andra världskriget av Finlands kommunistiska parti och blev då rörelsen splittrades 1970 ett centrum för partiminoriteten, de så kallade taistoiterna. Efter partiets konkurs 1992 övergick huset i Föreningsbankens ägo. År 1997 köpte de finlandssvenska fonderna och stiftelserna Koittos hus, som döptes om till Gryningen. År 1999 slutfördes en fullständig renovering av lokaliteterna på nedre botten som blev en festsal i jugendstil med läktare och foajéer. Aktiasalen, den tidigare Koittosalen, var 2000–2005 uthyrd till Ab Showpartners och inrättades därefter till nattklubb. År 2011 öppnades en musikteater med tillhörande restaurang i Koittosalen, Musiikkiteatteri Koitto. Huset inrymmer vidare kontorslokaler för bland annat Svenska folkpartiet och Svenska kulturfonden.